# 1BR - Benvenuti nell'incubo
1BR - Benvenuti nell'incubo (1BR) è un film del 2019 diretto da David Marmor.

## Trama
Sarah è una ragazza trasferitasi a Los Angeles per lavorare come stagista presso uno studio legale. Decisa ad allontanarsi da suo padre, reo di aver tradito sua madre nonostante quest'ultima stesse morendo di cancro, trova un alloggio in un condominio in cui tutti i condomini vivono in un'estrema armonia, come se fossero un'unica famiglia. La ragazza fa immediatamente amicizia con Brian, dirimpettaio molto attraente, e con Miss Stanhope, la donna più anziana del condominio; è invece impaurita da Lester, uomo inquietante che va sempre in giro in occhiali da sole. Non può in ogni caso ammettere nessuno nel suo appartamento perché, contravvenendo alle regole del condominio, ha portato con sé un gatto. Sul lavoro fa molta amicizia con Lisa, aspirante attrice che riesce a tenere testa al loro capo. Nel condominio Sarah viene invitata a varie feste e tutto sembra andare per il meglio, fatta eccezione di rumori notturni che le impediscono di dormire.
Dopo aver ricevuto una lettera minatoria da qualcuno che ha scoperto del gatto e aver trascorso una serata piacevole con Lisa, Sarah scopre che qualcuno ha ucciso il suo gatto nel forno. Subito dopo viene aggredita da Brian e scopre che l'intero condominio è formato da una setta che vuole plagiarla: Sarah inizia a subire atroci torture fisiche e psicologiche sotto la supervisione di Brian e Jerry: quest'ultimo è difatti il leader della setta. Durante le torture le viene spiegato il funzionamento della setta e la teoria della comunità e dell'altruismo che ne sta alla base; delle visite di Miss Stanhope le vengono concesse nei momenti di riposo.. I membri della setta ritengono che il mondo sia malato e di operare per il suo bene, preferirebbero ucciderla piuttosto che lasciarla andare, e arrivano anche a inchiodarle le mani al muro durante la sessione di tortura. Quando Sarah riesce a staccare le mani dal muro, gli adepti la ritengono degna delle fasi più leggere del trattamento.
Durante le fasi della sua formazione, Sarah inizia ad avere ruoli come la sorveglianza degli altri inquilini o di sostituire la moglie di Lester: a tratti riesce a dissimulare la sua insofferenza verso le regole del gruppo, in altre il suo disappunto è tuttavia palese. In particolare Sarah resta sotto choc durante l'esecuzione di Miss Stanhope, uccisa con un gas letale quando non può più contribuire al benessere della comunità. Sebbene la setta avesse provveduto a metterle contro tutti i suoi contatti esterni inviando messaggi a suo nome, il padre di Sarah si presenta per cercare di riportarla con sé: Sarah è costretta a rompere definitivamente con lui per evitare che venga ucciso da Brian. Si crea dunque un nuovo equilibrio nella sua vita, il quale viene tuttavia spezzato quando la setta seleziona proprio Lisa come persona con cui sostituire Miss Stanhope per ristabilire il precedente equilibrio della comunità.
Dopo un periodo di inserimento in cui Sarah non può mostrarsi ai suoi occhi, Lisa viene sottoposta a un trattamento analogo al suo: questa volta il ruolo che fu di Miss Stanhope spetta proprio a Sarah. Lisa è tuttavia molto più resistente rispetto a quanto preventivato e Jerry decide di lobotomizzarla conficcandole un chiodo nell'orecchio: prima che possa farlo, Sarah decide di attaccarlo per ottenere una possibilità di fuga per sé e per l'amica. Ferito mortalmente, Jerry riesce comunque a uccidere Lisa con una pistola: Sarah si impadronisce dell'arma e la usa per minacciare gli altri adepti e poter scappare. Brian prova a fermarla, costringendola ad ucciderlo; gli altri membri riescono quasi a fermare la sua fuga, tuttavia Lester (anche lui sempre segretamente insofferente alle regole della setta) la aiuta a fuggire per poi suicidarsi. Una volta fuori, Sarah scopre tuttavia che la setta si è espansa anche fuori da quel condominio: fuggire non sarà facile.

## Produzione
Il film è l'opera prima di David Marmor come regista e rappresenta il primo ruolo di rilievo di Bloom come attrice: precedentemente era apparsa soltanto in ruoli minori in alcune opere televisive. Le scene da esterno sono state girate a Los Angeles mentre quelle da interno sono state girate in un teatro di posa.

## Distribuzione
Presentato per la prima volta durante il Fantasia International Film Festival 2019, il film è stato distribuito nei cinema l'anno successivo in edizione limitata per poi approdare nel mercato on demand.

## Accoglienza
Sull'aggregatore Rotten Tomatoes il film riceve il 88% delle recensioni professionali positive con un voto medio di 6,6 su 10 basato su 80 critiche, mentre su Metacritic ottiene un punteggio di 56 su 100 basato su 8 critiche.